# Camp de Kaltenkirchen

Le camp de Kaltenkirchen est une unité de travail forcé dépendant du camp de concentration de Neuengamme, dont les détenus étaient employés, dans des conditions inhumaines, à l'agrandissement des pistes d'atterrissage d'un aérodrome militaire.

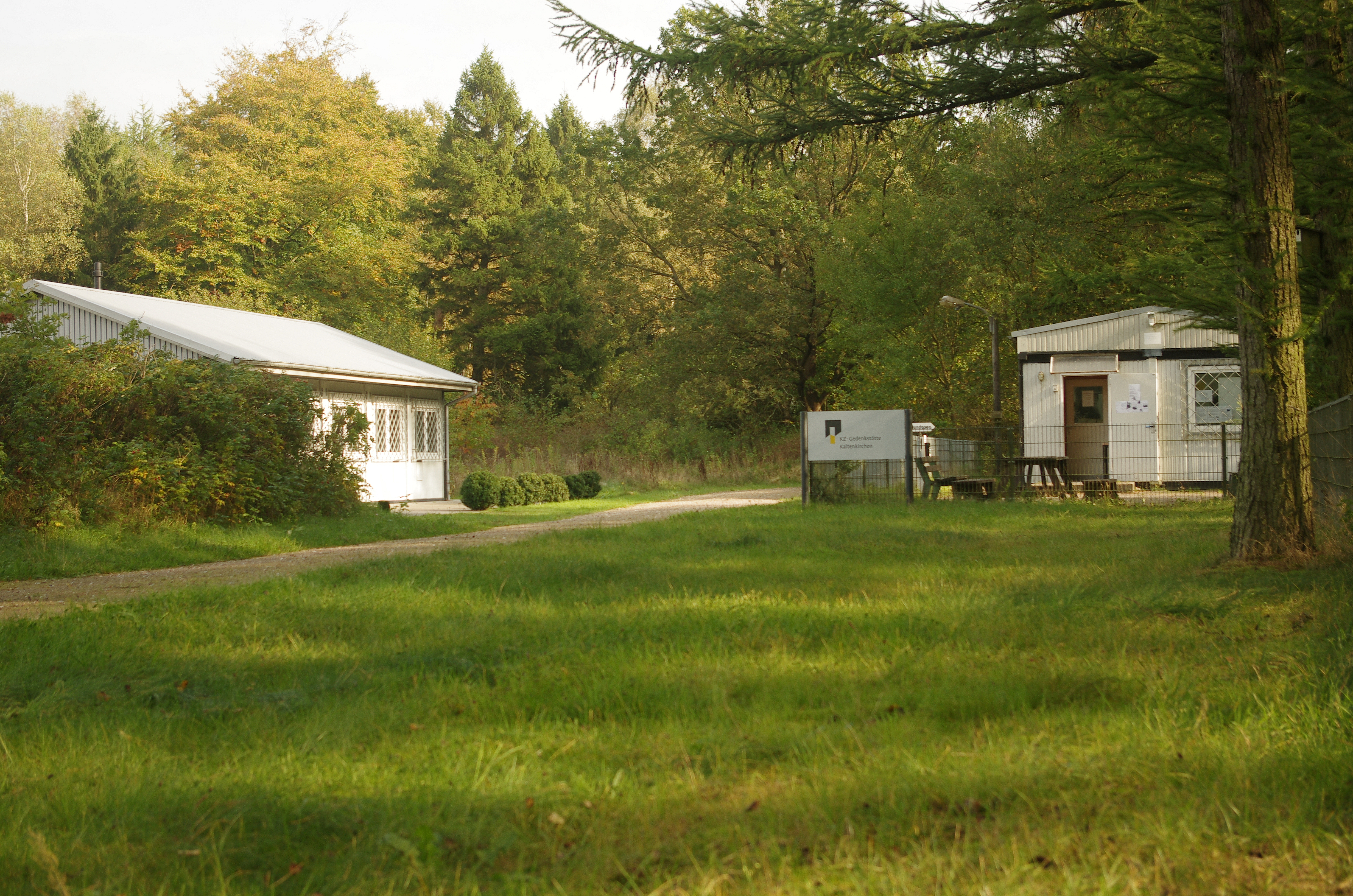
Site de mémoire du camp de Kaltenkirchen.

## Contexte
Dès 1935, la Luftwaffe acquiert des terres agricoles près de Kaltenkirchen, à 30 kilomètres au nord de Hambourg pour y installer un terrain d’aviation. À partir de 1940, prisonniers de guerre et travailleurs forcés se relaient pour réaliser les travaux. En 1944, le premier avion à réaction est mis au point et les pistes d’atterrissage doivent être agrandies. La Luftwaffe demande alors à la SS de lui fournir de la main-d'œuvre concentrationnaire bon marché.

## Création
C’est ainsi que plus de 550 prisonniers du camp de concentration de Neuengamme (pour la plupart originaires d’Union soviétique, de Pologne et de France), sont transportés sur le site à la fin de l'été 1944. Beaucoup meurent pendant le trajet, et les survivants doivent porter leurs corps entre la gare et le camp, sous  les yeux de la population locale. Ils sont logés dans des baraquements situés à Nützen, dans le hameau de Neuspringhirsch. Le périmètre du camp, borné d'un côté par une forêt et de l'autre par une route, est entouré de deux clôtures de barbelés, avec des miradors aux quatre coins.

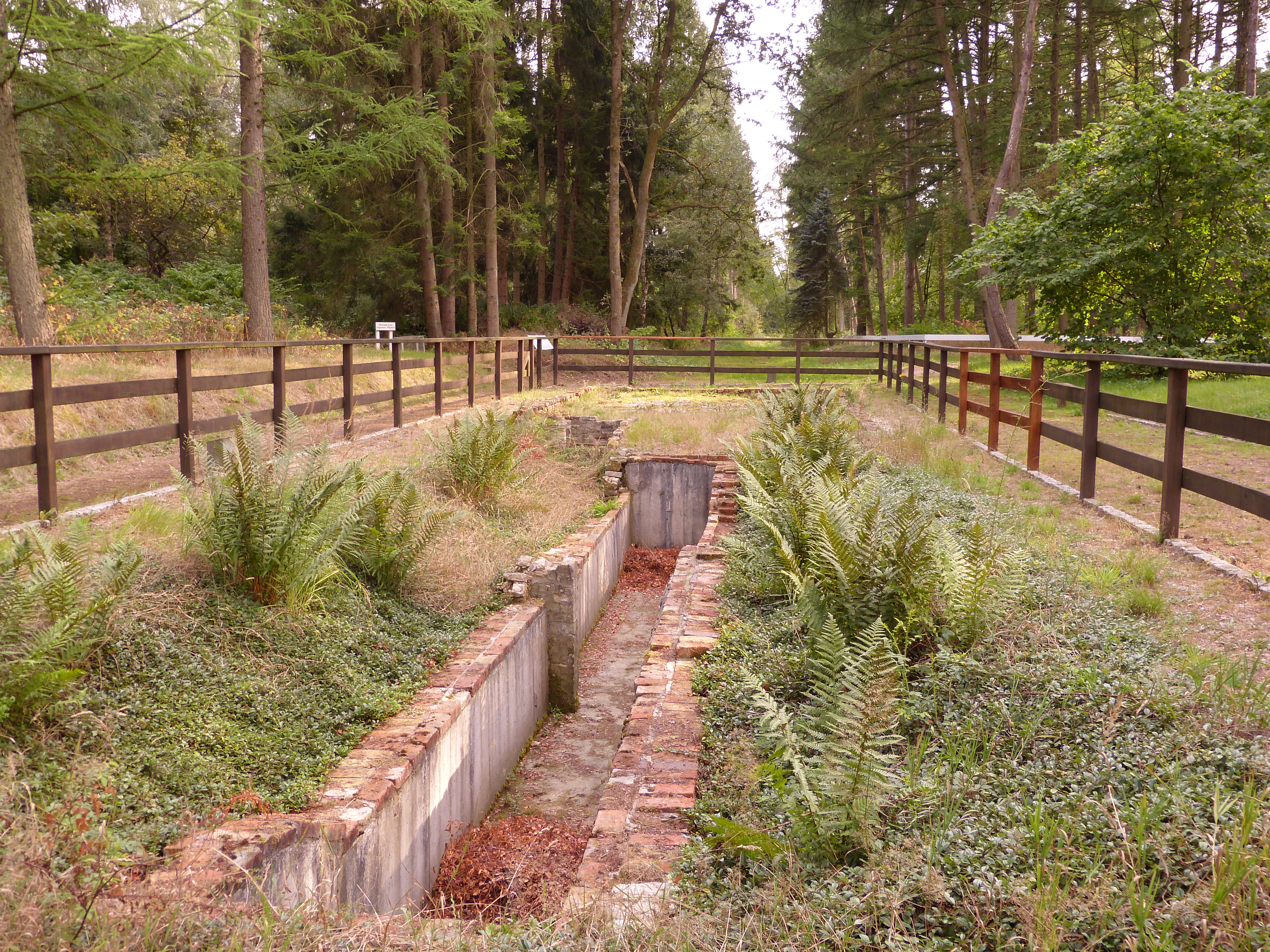
Vestiges du camp.

## Travail forcé
Les détenus travaillent jusqu’à onze heures par jour, par tous les temps, dans des conditions très dures, avec des vêtements inadaptés et une alimentation insuffisante, sous la surveillance des gardes et des contremaîtres des entreprises privées opérant sur le chantier.
Quelques prisonniers parviennent à s’échapper avec la complicité d’habitantes des environs.
En raison du travail forcé, des conditions de détention, des brimades, des mauvais traitements et des exécutions sommaires, la mortalité est élevée (192 victimes sont répertoriées, mais les témoignages des survivants font état de plus de 500 morts),. 
Quelques déportés sont enterrés dans des cercueils, mais, le plus souvent, les cadavres, après avoir séjourné dans les toilettes, sont transportés dans une charrette à bras, puis jetés nus dans des fosses communes autour du camp. Malgré une interdiction sous peine de mort, le déporté assigné à cette tâche, Richard Tackx, un déporté français, y dépose des objets personnels pour permettre l’identification ultérieure des victimes. Seule une des fosses communes a pu être identifiée dans le cimetière de Moorkaten.
L’effectif du kommando fluctue en permanence (de 500 à 1 000), en raison du va-et-vient incessant entre le camp de Kaltenkirchen, qui renvoie les détenus inaptes au travail, et celui de Neuengamme, d’où arrivent les nouveaux déportés qui les remplacent.
Le camp est placé sous la responsabilité du SS Hauptsturmführer Otto Freyer, puis du SS Hauptsturmführer Bernhard Waldmann, passés de la Wehrmacht au service des camps de concentration. La garde est assurée par 85 vétérans de l’armée de l’air. ILs sont assistés par des prisonniers de droit commun qui jouent le rôle de kapos,.

## Evacuation
Le 16-17 avril 1945, à la suite des bombardements alliés du 7 avril visant l'aérodrome, la SS évacue 576 détenus et 86 gardes, dans des wagons de marchandises, vers la gare de Ludwigslust, puis, à pied, vers le camp de rassemblement de Wöbbelin,.

## Mémorial

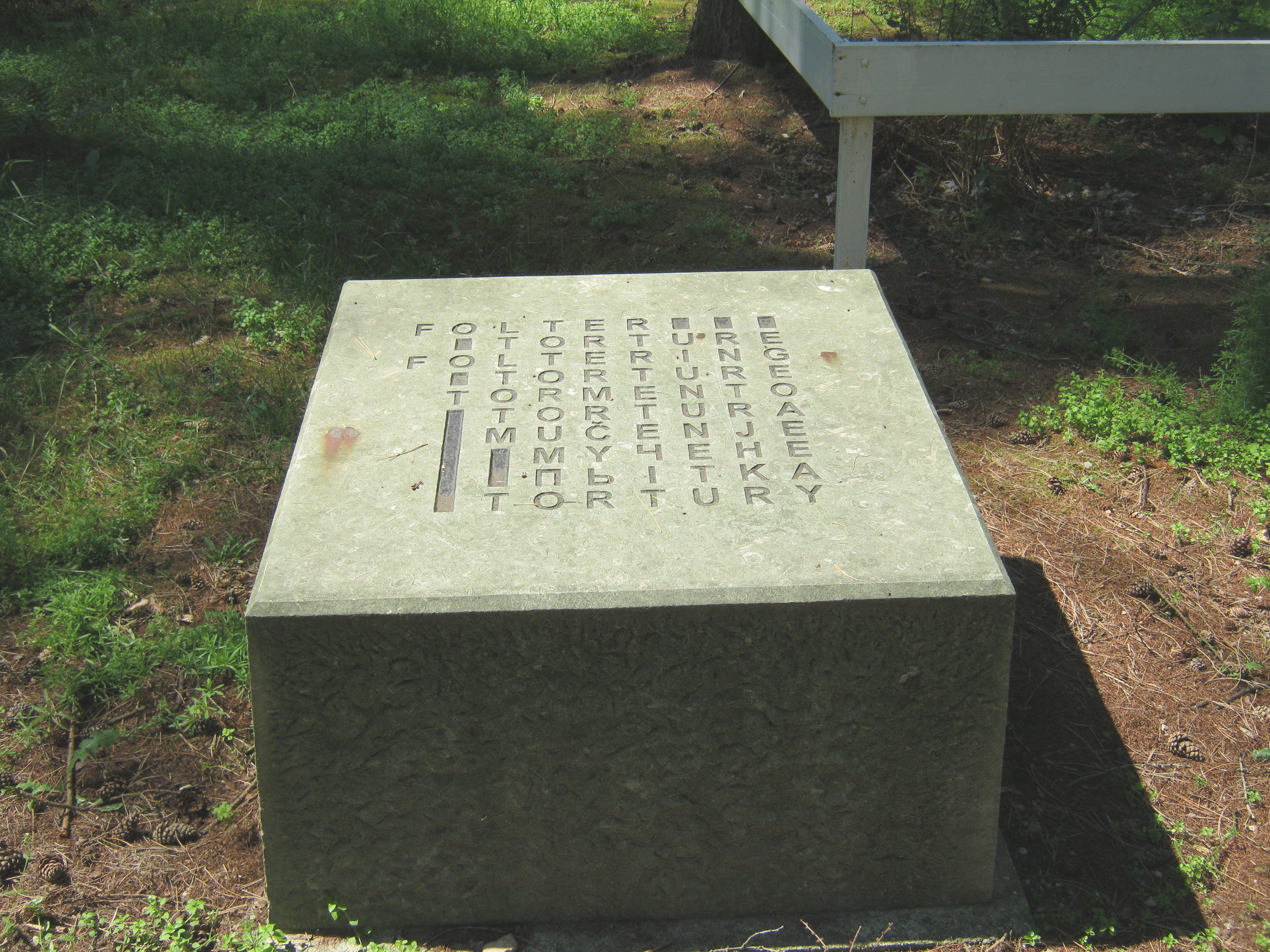
Pierre mémorielle sur le site du camp.

Jusqu'à la fin des années 60, le camp est utilisé pour héberger des réfugiés d’Allemagne de l'Est. Dans les années 70, le camp est entièrement rasé. 
En 1951, sous la direction de Richard Tackx, l'ancien détenu-fossoyeur du camp, un groupe de travail exhume 162 dépouilles, dont 71 peuvent être identifiées.
Depuis 1978, dans le cimetière de Moorkaten, à Kaltenkirchen, un carré est consacré aux victimes des camps.
En 1990, des fouilles permettent de retrouver des vestiges du camp. Un site commémoratif est inauguré en 2000 et a été agrandi depuis.
Des pierres commémoratives réalisées par le sculpteur Ingo Warnke rappellent la vie quotidienne du camp. Une colonne marque l’emplacemennt de l’ancienne place d’appel,.